# 1715 Salli
1715 Salli este un asteroid din centura principală, descoperit pe 9 aprilie 1938, de Heikki Alikoski.